# Obere Brandgrabenhöhle
Obere Brandgrabenhöhle är en grotta i Österrike. Den ligger i distriktet Gmunden och förbundslandet Oberösterreich, i den centrala delen av landet.
Den högsta punkten i närheten är Hohe Sieg,1 151 meter över havet, norr om Obere Brandgrabenhöhle. Närmaste större samhälle är Hallstatt, nordöst om Obere Brandgrabenhöhle.
I omgivningarna runt Obere Brandgrabenhöhle växer i huvudsak blandskog. Runt Obere Brandgrabenhöhle är det ganska tätbefolkat, med 70 invånare per kvadratkilometer.